# Eugenio Canfari

Eugenio Canfari

Eugenio Giuseppe Amedeo Camillo Canfari (* 16. Oktober 1878 in Genua; † 23. März 1962 in Turin) war ein italienischer Fußballfunktionär und Unternehmer.

## Leben
Eugenio Canfari wurde am 16. Oktober 1878 in Genua geboren. Sein Vater war später Eigentümer eines Fahrradgeschäftes in Turin. 1897 gehörte Canfari zusammen mit seinem älteren Bruder Enrico zu der Gruppe von 13 Schülern des Turiner Massimo-d’Azeglio-Gymnasiums, die am 1. November 1897 den Fußballverein Juventus Turin gründeten. Erster Sitz des Klubs wurde das väterliche Fahrradgeschäft auf dem Corso Re Umberto 42. Eugenio Canfari, der nie aktiv für den Klub Fußball spielte, wurde zum ersten Präsidenten von Juventus gewählt und hatte dieses Amt bis zu seiner Ablösung 1898 durch seinen Bruder inne.
Danach zog er sich vom Fußball zurück und gründete 1902 in Turin zusammen mit Giuseppe Alby und Francesco Darbesio den Automobilhersteller Società fabbrica di automobili Taurinia, der bis 1907 existierte und für den er auch Automobilrennen bestritt. Später wurde er Konstrukteur bei der Società Ligure Piemontese Automobili (SPA) in Turin.
Eugenio Canfari war mit Maria Morgari, der Tochter eines bekannten Turiner Malers, verheiratet. Er starb am 23. März 1962 im Alter von 83 Jahren in Turin. Sein Grab liegt auf dem Cimitero monumentale di Torino.